# Raión de Sharkavschina
Sharkavschina (en bielorruso: Шаркоўшчынскі раён) es un raión o distrito de Bielorrusia, en la provincia (óblast) de Minsk. 
Comprende una superficie de 1 189 km².
El centro administrativo es la ciudad de Sharkavschina.

## Demografía
Según estimación 2010 contaba con una población total de 18 620 habitantes.